# Korea Open 2002
Die Korea Open 2002 im Badminton fanden vom 26. bis zum 31. März 2002 im Heungkook Gymnasium in Yeosu statt. Das Preisgeld betrug 200.000 US-Dollar. Das Turnier hatte damit einen Fünf-Sterne-Status im World Badminton Grand Prix. Hauptsponsoren des Turniers waren Daekyo und Noonnoppi. 250 Spieler aus 14 Ländern nahmen am Turnier teil, welches von MBC, CCTV, SCV, HKTV und ASTRO im Fernsehen übertragen wurde.

## Sieger und Platzierte
| Disziplin    | Gold                       | Silber                      | Bronze                               |
| ------------ | -------------------------- | --------------------------- | ------------------------------------ |
| Herreneinzel | Lin Dan                    | Shon Seung-mo               | Ong Ewe Hock                         |
| Herreneinzel | Lin Dan                    | Shon Seung-mo               | Lee Tsuen Seng                       |
| Dameneinzel  | Zhang Ning                 | Gong Ruina                  | Zhou Mi                              |
| Dameneinzel  | Zhang Ning                 | Gong Ruina                  | Camilla Martin                       |
| Herrendoppel | Ha Tae-kwon Kim Dong-moon  | Lee Dong-soo Yoo Yong-sung  | Jens Eriksen Martin Lundgaard Hansen |
| Herrendoppel | Ha Tae-kwon Kim Dong-moon  | Lee Dong-soo Yoo Yong-sung  | Alvent Yulianto Luluk Hadiyanto      |
| Damendoppel  | Gao Ling Huang Sui         | Chen Lin Jiang Xuelian      | Huang Nanyan Yang Wei                |
| Damendoppel  | Gao Ling Huang Sui         | Chen Lin Jiang Xuelian      | Wei Yili Zhang Jiewen                |
| Mixed        | Kim Dong-moon Ra Kyung-min | Michael Søgaard Rikke Olsen | Jens Eriksen Mette Schjoldager       |
| Mixed        | Kim Dong-moon Ra Kyung-min | Michael Søgaard Rikke Olsen | Kim Yong-hyun Joo Hyun-hee           |

## Finalergebnisse
| Disziplin    | Sieger                     | Finalist                    | Ergebnis           |
| ------------ | -------------------------- | --------------------------- | ------------------ |
| Herreneinzel | Lin Dan                    | Shon Seung-mo               | 1-7, 7-3, 7-3, 7-5 |
| Dameneinzel  | Zhang Ning                 | Gong Ruina                  | 7-0, 5-7, 7-1, 7-2 |
| Herrendoppel | Ha Tae-kwon Kim Dong-moon  | Lee Dong-soo Yoo Yong-sung  | 7-0, 7-4, 7-0      |
| Damendoppel  | Gao Ling Huang Sui         | Chen Lin Jiang Xuelian      | 7-2, 7-3, 5-7, 7-3 |
| Mixed        | Kim Dong-moon Ra Kyung-min | Michael Søgaard Rikke Olsen | 7-1, 7-3, 7-5      |